# IC 2007
IC 2007 је спирална галаксија у сазвјежђу Еридан која се налази на листи објеката дубоког неба у Индекс каталогу.
Деклинација објекта је - 28° 9' 32" а ректасцензија 3h 55m 22,6s. Привидна величина (магнитуда) објекта IC 2007 износи 13,0 а фотографска магнитуда 13,8. IC 2007 је још познат и под ознакама IC 2008, ESO 419-11, MCG -5-10-5, PGC 14106, IRAS 03533-2818, PGC 14110.